# Myriopteris macleanii
Myriopteris macleanii är en kantbräkenväxtart som beskrevs av John Smith.
Myriopteris macleanii ingår i släktet Myriopteris och familjen Pteridaceae. Inga underarter finns listade i Catalogue of Life.